# Miasto Zrenjanin
Miasto Zrenjanin (serb. Grad Zrenjanin / Град Зрењанин) – jednostka administracyjna w Serbii, w Wojwodinie, w okręgu środkowobanackim. W 2018 roku liczyła 116 784 mieszkańców.